# Monument de Bouzloudja
Le monument de Bouzloudja ou maison du Parti communiste bulgare est un ancien monument et une ancienne salle de congrès panoramique, aujourd'hui abandonnée, située dans le centre de la Bulgarie, sur le sommet de la Bouzloudja (ou Buzludja), à 1 441 m d’altitude. Le monument se trouve à quelques kilomètres au sud de Gabrovo, non loin du mémorial de Chipka. Construit sous le régime communiste dans un style brutaliste, il a été inauguré en 1981. Le bâtiment n'est plus entretenu depuis la chute du communisme en 1989 et ne se visite pas. Pourtant quelques 50 000 curieux l'approchent chaque année en grimpant la Bouzloudja.

## Historique
En 1868, le pic de Bouzloudja fut le lieu de l'ultime combat et de la défaite des rebelles bulgares, menés par Hadji Dimitar et Stefan Karadja, contre les troupes ottomanes. 
En 1891, les socialistes bulgares, menés par Dimitar Blagoev (en), se réunirent secrètement à cet endroit pour organiser le mouvement socialiste. Pour commémorer cela, le régime communiste bulgare décide de la construction d'un bâtiment emblématique au somment du pic qui est inauguré en 1981. 
Conçu par l’architecte Guéorguy Stoilov, ce bâtiment a mobilisé pendant sept ans plus de 6 000 travailleurs dont vingt célèbres peintres et sculpteurs bulgares qui ont travaillé pendant 18 mois à la décoration intérieure.
Il fut financé par des fonds gouvernementaux mais surtout grâce à des dons de partisans pour un total de près de 1,42 million de leva, soit 7 millions d’euros environ. Une souscription nationale avait en effet été lancée pour financer les travaux de cette impressionnante structure mais une grande partie des fonds recueillis ont finalement été utilisés pour l’édification d’une autre structure, tout aussi imposante et à l’inspiration soviétique : le monument de Choumen, construit sur les hauteurs du plateau, au-dessus de la ville, à l’occasion du 1300e anniversaire de la fondation de l’État bulgare.
La construction du bâtiment fut confiée à la division Génie Civil de l’armée bulgare ainsi qu’à des volontaires. Le maître d’œuvre fut le général Delcho Delchev, commandant de la division du Génie Civil de Stara Zagora.
Le bâtiment est abandonné quelques années après son inauguration, en 1989, à la chute du régime communiste.

## Description
Le bâtiment comporte plusieurs niveaux, une passerelle panoramique et la salle principale ornée d’un plafond en forme de coupole suspendue à près de 15 mètres de hauteur. Cette coupole impressionnante était recouverte à l’origine de 30 tonnes de cuivre, pillées au fil des années, fragilisant la structure de l’édifice. Attenante à la structure principale, on trouve une grande tour de 70 m de hauteur ornée de part et d’autre de deux étoiles de verre couleur rubis, chacune haute de 12 m. Elles seraient trois fois plus grandes que les fameuses étoiles rouge des tours du Kremlin de Moscou.
À l’origine, le décor intérieur était composé de mosaïques de marbre et de verre, y compris dans l'auditorium de la salle principale, d’une superficie de 500 m2, où la mosaïque géante représente des thèmes communistes bulgares et soviétiques.
Des mosaïques monumentales en pierre, serties d’étoiles couleur rubis, représentent des scènes de bataille et des portraits de Marx, Engels et Lénine.

## Détérioration et projets de sauvegarde
Si les portraits sont encore reconnaissables, les mosaïques sont abimées. Des historiens de l’art réclament la préservation du monument, œuvre selon eux des meilleurs artistes de l’époque.
Pourtant, aucune des institutions publiques ne prend l’initiative de conserver et rénover ce monument historique, bien que lié à la douloureuse histoire politique du pays. Le parti socialiste bulgare, issu en 1990 de la transformation du Parti communiste bulgare en parti social-démocrate, lui-même 
C'est en septembre 2011 que le gouvernement bulgare a transféré la propriété du monument au Parti socialiste bulgare, issu en 1990 de la transformation du Parti communiste bulgare en parti social-démocrate. Le Premier ministre bulgare, Boïko Borissov déclara à cette occasion : « Nous allons les laisser en prendre soin parce que nos pensons qu’un pays qui ne respecte pas son passé et ses symboles n’a pas d’avenir ». « Ce monument, unique en Europe, une fois restauré, attirera beaucoup de touristes, notamment occidentaux. C’est un témoignage historique impressionnant », répond Boytcho Bivolarski, dirigeant régional des socialistes à Stara Zagora (centre du pays).
Mais, depuis cette date, le Parti socialiste bulgare et l’État ne sont toujours pas parvenus à un accord sur un projet de rénovation du monument et aucune rénovation n'a débuté.
En 2020, vu le très mauvais état du monument, une équipe de passionnés menée par une architecte bulgare fait réaliser des travaux de sauvegarde des mosaïques restantes avec le soutien financier d'une fondation américaine.

## Galerie photos

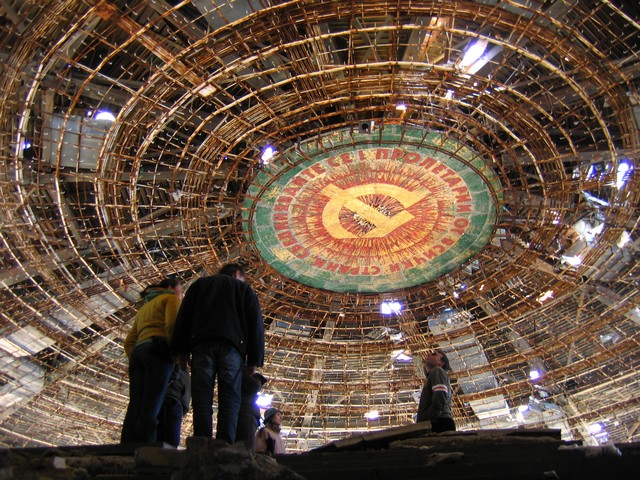
Intérieur, mosaïque du plafond de la salle.
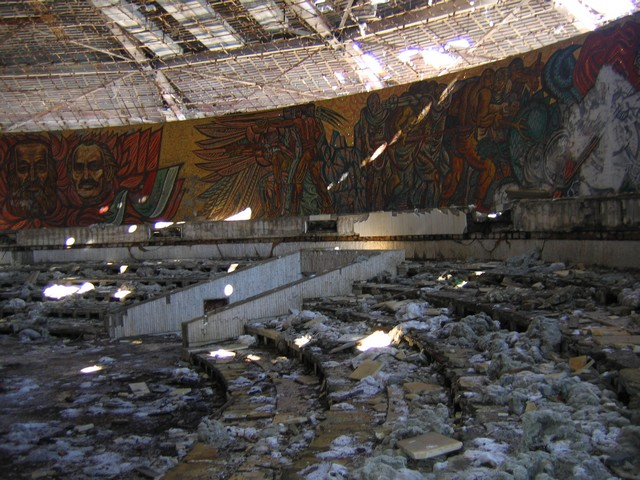
Intérieur, sol en ruine de la salle.
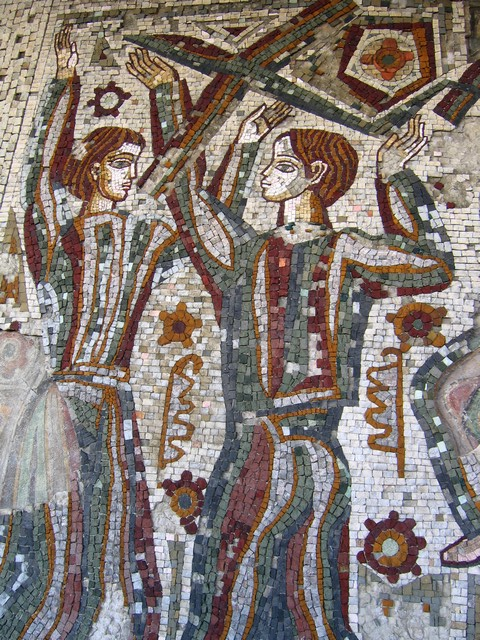
L'une des nombreuses fresques.

## Au cinéma
- Des scènes du film Mechanic: Resurrection sorti en 2016 sont censées y avoir lieu (le toit du bâtiment y étant transformé en héliport) mais le film situe le bâtiment dans la ville de Varna, sur la côte bulgare, distante de 295 kilomètres.
- Une partie de l'action du film I Feel Good sorti en 2018 s'y déroule.